# Petäjäsaari (ö i Finland, Lappland, Rovaniemi, lat 66,29, long 25,51)
Petäjäsaari är en ö i Finland. Den ligger i sjön Suolijärvi och i kommunen Rovaniemi i den ekonomiska regionen  Rovaniemi ekonomiska region  och landskapet Lappland, i den norra delen av landet, 700 km norr om huvudstaden Helsingfors. Öns area är 0,9 hektar och dess största längd är 190 meter i sydväst-nordöstlig riktning.